# Timbiriche (juego)

Tablero.

Timbiriche, colchón, cuadrito, cajas o puntitos es un juego de lápiz y papel. Es un juego publicado por primera vez en 1889 por Édouard Lucas (con el nombre de pipopipette), que puede jugarse con diferentes niveles de profundidad, pudiendo llegar a un gran fuerte componente estratégico. Para tableros pequeños se conocen estrategias ganadoras.
Se juega sobre una hoja de papel, a modo de tablero, por dos o más jugadores; quizás hasta cuatro, dependiendo de las características del papel ya preparado como una matriz en forma de cuadriculado; o sea que se dibuja un punto por cada esquina de lo que será un cuadro. Los puntos en forma de cuadrícula deben ser, proporcional a la cantidad de participantes, suficientes que permita a todos jugar para hacerlo divertido, pues el objetivo es el de completar cuadritos, y así reclamar la mayor cantidad de estos posibles sobre el papel. Así que en cada jugada, de forma alternada, un jugador unirá dos puntos consecutivos horizontal o verticalmente; los cuadritos se van formando lado por lado, línea por línea, y las líneas diagonales no son permitidas en el juego.
Cuando un jugador forma con estas líneas un cuadrado, se anota este, escribiendo una inicial en el centro o marcándola con un color distintivo. Después de formar un cuadrado deberá dibujar una línea más, cerrando todos los cuadros que el tablero permita. El jugador que se haga con más cuadrados gana la partida.
Se puede jugar con cualquier tamaño de tablero, pero el más común y que más se ha estudiado[cita requerida] es el de 5 por 5 puntos.
Es un juego de estructura matemática. Según la teoría de juegos puede clasificarse como un juego simétrico, secuencial, de suma cero de información perfecta.
En Estados Unidos se le conoce como «dots and boxes» (puntos y cuadros), en Argentina es conocido como «el juego de los cuadraditos», en España como «el juego de los cuadritos», y en Colombia se le conoce como «cuadrito» y es popularmente utilizado para matar el tiempo en el colegio. Una versión similar se juega en Ecuador y se le denomina «galleta». En Panamá es conocido como «pollito». En Guatemala se le conoce como «totito chino». En Chile es conocido como «el punto» o «los puntitos». En el Perú se le conoce como «cajas». En Uruguay se le conoce como «ceritos». Existe una variación en Bolivia la cual se juega en un tablero a manera de una cruz andina bastante compleja, dependiendo del número de jugadores y/o tiempo que se quiera jugar.